# Phascolotherium bucklandi
Phascolotherium bucklandi — вимерлий вид, який згідно з сучасними даними розглядається як найдавніший вид ссавців. Проживав у середній юрі Англії.